# Старорузский сельский округ
Старорузский сельский округ — упразднённая административно-территориальная единица, существовавшая на территории Рузского района Московской области в 1994—2006 годах.
Старорузский сельсовет был образован в первые годы советской власти. По данным 1923 года он входил в состав Рузской волости Можайского уезда Московской губернии.
В 1927 году из Старорузского с/с были выделены Васильевский, Вражский и Нестеровский с/с.
В 1926 году Старорузский с/с включал сёла Нестерово и Старая Руза, деревни Васильевское, Вертошино, Вражеское, Глухово, Красотино, Писарёво и Устье, а также 4 хутора, лесничество, отделение Губсоцстраха, школу и сторожку.
В 1929 году Старорузский с/с был отнесён к Рузскому району Московского округа Московской области. При этом к нему были присоединены Вражский, Кожинский и Нестеровский с/с.
28 декабря 1951 года из Орешкинского с/с в Старорузский было передано селение Воронцово.
14 июня 1954 года к Никольскому с/с был присоединён Покровский с/с.
21 мая 1959 года из Ватулинского с/с в Старорузский были переданы селения Варлыгино, Горбово, Городилово, Лукино, Румянцево, посёлки Горбовской фабрики, подсобного хозяйства 1-го часового завода и подсобного хозяйства фабрики кожизделий.
31 июля 1959 года к Старорузскому с/с были присоединены селения Белобородово, Ботино, Даниловка, Дубровка, Картинно, Кожино, Марс, Моисеево, Муханиха, Мухино, Сухарево, жилые посёлки и территории комбината силикатных и железобетонных изделий и комбината железобетонных конструкций упразднённого Моревского с/с.
12 декабря 1959 года из Старорузского с/с в черту рабочего посёлка Тучково было передано селение Мухино, а в его же административное подчинение — селения Даниловка, Дубровка, Картинно и Трутеево, а также территории пионерских лагерей Метростроя и ВДНХ.
1 февраля 1963 года Рузский район был упразднён и Старорузский с/с вошёл в Можайский сельский район. 11 января 1965 года Старорузский с/с был возвращён в восстановленный Рузский район.
3 февраля 1994 года Старорузский с/с был преобразован в Старорузский сельский округ.
5 февраля 1996 года из Старорузского с/о в черту р.п. Тучково была передана деревня Мосеево.
12 мая 2004 года в Старорузском с/о посёлок подсобного хозяйства 2-го Московского часового завода был переименован в посёлок Старотеряево.
В ходе муниципальной реформы 2004—2005 годов Старорузский сельский округ прекратил своё существование как муниципальная единица. При этом все его населённые пункты были переданы в сельское поселение Старорузское.
29 ноября 2006 года Старорузский сельский округ исключён из учётных данных административно-территориальных и территориальных единиц Московской области.